# 国际革命作家联盟
国际革命作家联盟（俄语：-{еждународное объединение революционных
писателей}-，1925-1935）是共产国际在反对法西斯主义、反对帝国主义战争威胁和白色恐怖的各国作家的外围组织。

## 历史
随着俄罗斯十月革命、俄罗斯内战与苏联的社会主义建设，左翼文学运动逐渐壮大形成了对各国的影响力。中国作家鲁迅就积极从日译本转译了很多苏俄的战争题材与建设题材的长篇小说以及卢那察尔斯基的《艺术论》、《文艺与批评》和普列汉诺夫的《没有地址的信》等经典文艺理论著作，以此观照中国、指导左翼文艺运动的实践。
1920年共产国际二大时成立了苏俄无产阶级文化协会国际局。1924年7月，共产国际五大期间，部分与会代表决定成立各国无产阶级作家国际联络局。
1927年11月在莫斯科召开了第一次革命作家代表会议，11个国家的30多名代表与会。成立革命文学国际局（或称国际革命作家办事处），中央机关刊物《外国文学通报》。国际局决定， 都可以成为它的会员。
1930年5月下旬，胡也频、冯铿参加了在上海举行的全国苏维埃区域代表大会之后，通过日本《朝日新闻》驻上海特派员尾崎秀实（日本共产党员）借到了在上海虹口的日本记者俱乐部，召开了一次超过五十人的“左联”全体盟员传达报告大会。
1930年11月在哈尔科夫举行了第二次国际革命作家代表会议，萧三代表中国与其它22个国家的100多名代表与会，通过了17项决议，包括“对中国无产阶级文学的决议案”。决定改组为国际革命作家联盟。国际革命作家联盟的机关刊物改称《世界革命文学》，发行有俄、法、英、德文版，1933年改称《国际文学》双月刊。《国际文学》1934年第三、四期合刊发表了鲁迅作品《答国际文学社问》1932年初,上海爆发了一二八抗战，鲁迅和茅盾等40余人联名发表《上海文艺界告世界书》，通过国际革命作家联盟在各国文艺界为中国抗战早逝。
1931年2月，李伟森、胡也频、柔石、殷夫、冯铿等“左联五烈士”遭杀害，五烈士牺牲经过报道和“左联”告国际进步作家书等文件，都是通过德国《佛兰克福日报》驻上海记者史沫特莱、日本《朝日新闻》驻上海特派员尾崎秀实、日本联合通讯社驻中国记者山上正义等三人分别向国外发出去的。萧三通过国际革命作家联盟向世界各国文艺界包括高尔基等控诉和揭露这一暴行，使处在严重白色恐怖中的中国左翼文学获得了广泛的国际声援。
1935年在巴黎召开了国际作家保卫文化大会决定自1935年12月，国际革命作家联盟解散。
1935年11月，《密勒氏评论报》记者史沫特莱接到了左联驻国际革命作家联盟代表萧三的信，在内山书店将这封信转交给鲁迅；鲁迅将信通过左联行政书记胡风、左联组织部长及党团成员王尧山，辗转交给当时左联的党团书记周扬。信中，箫三猛烈抨击了左联的宗派主义与关门主义现状。解散左联的目的，是为了扩大文艺界的联合战线，这和共产国际七大和《八一宣言》的新政策是一致的。上海文委一接到箫三的指示信，“毫不迟疑地决定解散左联和文委所属各联（社联、剧联、美联等），另行组织更广泛的文化、文艺团体”，即中国文艺家协会，“凡是主张抗日救亡的文艺工作者都可以参加”。

## 各国分支
- 苏联作家委员会
- 德国无产阶级革命作家联盟（1928年成立）
- 匈牙利革命作家和艺术家联盟（1925年成立）
- 奥地利无产阶级革命作家联盟(1930年成立)
- 波兰无产阶级作家小组（1925年成立）
- 日本无产者艺术联盟（1928年成立，简称纳普）。1931年纳普解散，成立了日本无产阶级文化联盟，简称克普。
- 中国左翼作家联盟（1930年成立）
- 美国的约翰·里德俱乐部（30年代初成立）
- 英国的特雷塞尔俱乐部
- 法国
- 捷克
- 保加利亚
- 西班牙
- 德国无产阶级革命作家联盟（1928年成立）
- 匈牙利革命作家和艺术家联盟（1925年成立）
- 奥地利无产阶级革命作家联盟(1930年成立)
- 波兰无产阶级作家小组（1925年成立）